# 7Starr
7Starr, de son vrai nom Vladimir Laurore, né le 3 avril 1986 à Montréal, au Québec, est un danseur et chorégraphe canadien de krump. Il est également cofondateur de la Montreal Krump Alliance, un organisme sans but lucratif dont le mandat vise à promouvoir la culture du krump au Canada. Pionnier de la scène krump canadienne, il remporte notamment le prix Victor-Martyn-Lynch-Staunton, décerné par le Conseil des Arts du Canada en 2017, le prix Gloria Michell-Aleongen, remis par le Black Theatre Workshop en 2018 et le prix de la danse de Montréal, catégorie « Découverte de l’année », en 2020,,.

## Biographie
Vladimir 7Starr Laurore nait à Montréal, au Québec, le 3 avril 1986, de parents immigrants haïtiens. À la fois sportif et passionné de football américain, il découvre le krump à 19 ans par l’intermédiaire de son mentor Otis Hopson alias Pez, et est immédiatement attiré par l’aspect physique de cette danse. En 2005, il cofonde avec Pez la première troupe de krump au Canada, nommée le Bzerk Squad,. Dès lors, son implication dans ce style lui permet de faire des apparitions dans plusieurs vidéoclips et d’enseigner différents styles de street dance dans des écoles primaires et secondaires, mais également dans des centres communautaires et des écoles de danse situés au Canada et en Europe.
En 2009, 7Starr décide de perfectionner son art à Los Angeles auprès de l’un des créateurs du Krump, Ceasare Laron Willis alias Tight Eyez, et d’étudier le popping avec Patrick Teel, alias Slick Dogg, un pionnier de la côte ouest. Il y rencontre aussi Laurence Gojit, alias Solow, un vétéran du krump qui devient par la suite son mentor : ce qui vaut à 7Starr le surnom de Lil Solow,. Par la suite, il prend part, en tant que participant ou juge, à des compétitions nationales ou internationales telles que The International Illest Battle en France, EBS en Allemagne, The Phitted Talk aux États-Unis et Royal Rumble en Suisse. Il travaille avec le Cirque Eloize, le Cirque du Soleil et Moment Factory, et fait plusieurs apparitions au cinéma et à la télévision. Il est actuellement président de la Montreal Krump Alliance, un OBNL qu’il a fondé en 2014 pour promouvoir la culture du krump au Canada.
En 2016, il réactive l’événement Gutta Zone, la première manifestation de Krump au Canada qui avait d’abord vu le jour en 2008. Se déroulant à Laval, au Québec, Gutta Zone est aujourd’hui un festival Krump de renommée internationale qui se classe parmi les plus importants en Amérique du Nord,. Il reçoit en 2017 le prix Victor-Martyn-Lynch-Staunton du Conseil des arts du Canada pour ses réalisations exceptionnelles en danse. En 2018, le Black Theatre Workshop, compagnie de théâtre montréalaise destinée aux communautés noires canadiennes et consacrée à leur culture, lui décerne le prix Gloria-Mitchell-Aleong, qui récompense un artiste noir émergent des arts de la scène. En 2019, 7Starr collabore avec l’artiste Lucy M. May pour créer la chorégraphie de la pièce solo Anima/Darkroom,,. En 2020, il remporte le prix « Découverte de l'année » aux Prix de la danse de Montréal et fait ses débuts dans la musique Krump en collaborant avec des producteurs tels que DJ Shashu, Mozarf et Braze. La même année, ses projets sont appuyés par le Programme de partenariat territorial de Laval.

## Distinctions
- 2017 : Prix Victor-Martyn-Lynch-Staunton du Conseil des arts du Canada[3]
- 2018 : Prix Gloria Michell-Aleongen du Black Theatre Workshop[4]
- 2020 : Prix de la danse de Montréal, catégorie « Découverte de l’année »[10],[5]